# Sarima subfasciata
Sarima subfasciata är en insektsart som först beskrevs av Melichar 1903.  Sarima subfasciata ingår i släktet Sarima och familjen sköldstritar. Inga underarter finns listade i Catalogue of Life.